# Аероплан!
«Аероплан!» (англ. Airplane!) — американська сатирична кінокомедія, що вийшла 1980 року завдяки кінокомпанії «Paramount Pictures». Є пародією на екранізацію повісті Артура Гейлі «Злітна смуга нуль-вісім» (англ. «Runway Zero-Eight»).
2008 року фільм був обраний журналом «Empire» як один з 500 найвидатніших фільмів усіх часів, а 2012 року був визнаний першим номером у списку 50 найсмішніших комедій.
2010 року фільм було занесено до Національного реєстру фільмів Бібліотекою конгресу.

## Сюжет
У фільмі є декілька сюжетних ліній, пов'язаних між собою історією життя колишнього військового льотчика Теда Страйкера. Головна історія відносин Теда Страйкера (Роберт Гейс) і Елейн Дікінсон (Джулі Гаґерті) від знайомства під час війни у В'єтнамі до розриву стосунків на момент початку фільму.
Інша сюжетна лінія — харчове отруєння на борту літака, і як наслідок необхідність узяти управління літаком на себе. Але Тедові заважають це зробити військові спогади про невдале завдання після того, як він врятувався сам, але погубив свою ескадрилью.
Третя сюжетна лінія про хаос у диспетчерській вежі, яка намагається допомогти приземлити літак.
У фільмі багато пародійних моментів на деякі штампи, що використовуються режисерами фільмів-катастроф, а також прямих відсилань на інші фільми.

## У ролях
- Роберт Гейс — Тед Страйкер
- Джулі Гаґерті — Елейн Дікінсон
- Леслі Нільсен — Доктор Рамек
- Роберт Стек — Капітан Рекс Крамер
- Ллойд Бріджес — Стів Маккроскі
- Пітер Грейвс — капітан Кларенс Овер
- Карім Абдул-Джаббар — Роджер Мердок
- Лорна Паттерсон — Ренді
- Стівен Стакер — Джонні Геншоу-Джекобс
- Етель Мерман — лейтенант Гарвітц